# IX koncert fortepianowy (KV 271)
IX Koncert fortepianowy Es-dur „Jenamy” (KV 271) skomponowany przez W.A. Mozarta w styczniu  1777 w Salzburgu. Do 2004 r. nazywany błędnym przydomkiem "Jeunehomme".

## Struktura
1. Allegro - Es-dur - Metrum czteromiarowe
2. Andantino - c-moll - Metrum trzymiarowe
3. Rondo : Presto - Es-dur - Metrum dwumiarowe

## Przydomek
Istnieje kilka wersji wyjaśnień pochodzenia błędnego przydomku "Jeunehomme":
- według źródeł XX-wiecznych[jakich?] koncert został napisany dla młodej Francuzki przebywającej zimą 1777 w Salzburgu - Mlle. (czyli Mademoiselle) Jeunehomme, o której rzekomo nic poza owym imieniem nie było wiadomo;
- w 2004 roku wiedeński muzykolog, dr Michael Lorenz, specjalizujący się w muzyce Mozarta i Schuberta odkrył, iż rzeczony przydomek ukuli francuscy naukowcy: Théodore de Wyzewa oraz Georges de Saint-Foix. Nazywali oni Mozarta 'jeune homme' czyli "młody mężczyzna", nie mogąc zidentyfikować osoby, którą Mozart miał na myśli, pisząc w liście do ojca - Leopolda, że koncert jest przeznaczony dla pianistki "jenomy".

Koncert powstał dla młodej pianistki Victoire Jenamy. Mozart skomponował go prawdopodobnie na zamówienie ojca pianistki - Jean-Georges'a Noverre. Dzieło zostało wykonane przez Mozarta 4 października 1777 w czasie prywatnego koncertu, jednak premiera w wykonaniu Jenamy mogła odbyć się wcześniej.
Alfred Einstein nazwał ów koncert "Eroiką" Mozarta.